# Otto Zentgraf
Otto Friedrich Wilhelm Zentgraf (* 12. Juni 1811 in Michelstadt; † 2. März 1890 in Darmstadt) war ein hessischer Richter, Politiker und Abgeordneter der 2. Kammer der Landstände des Großherzogtums Hessen.

## Biografie
Otto Zentgraf war der Sohn des Landrichters am Landgericht Michelstadt Johan Christian Zentgraf (1782–1850) und dessen Ehefrau Louise Friederike Christine, geborene Brand (1785–1826). Zentgraf, der evangelischen Glaubens war, heiratete am 11. August 1838 Amalie, geborene Machenhauer (1819–1910). Der gemeinsame Sohn Wilhelm (1839–1917) wurde Pfarrer und Kirchenrat und Vater von Eduard Zentgraf.
Zentgraf studierte ab 1829 Rechtswissenschaften an der Universität Gießen und wurde zum Dr. jur. promoviert. Während seines Studiums wurde er 1829 Mitglied der Alten Gießener Burschenschaft Germania und 1830 des Corps Vandalia II. 1836 wurde er Assessor mit Stimme am Landgericht Höchst. 1842 wurde er dort Landrichter, bevor er 1849 Staatsanwalt beim Hofgericht Gießen wurde. Im Jahr 1857 wurde er dort Hofgerichtsrat, 1861 wechselte er als Oberappellations- und Kassationsgerichtsrat an das Oberappellationsgericht Darmstadt. 1863 wurde er zugleich Mitglied des Obekriegsgerichtes in Darmstadt und stieg 1871 zum Direktor und 1876 zum Präsident des Oberappellationsgerichtes Darmstadt auf. 1874 erhielt er den Titel eines geheimen Rates. 1876 wurde er pensioniert.
Von 1856 bis 1862 und erneut 1866 bis 1872 gehörte er der Zweiten Kammer der Landstände an. Er wurde für den Wahlbezirk Starkenburg 7/Höchst gewählt. 1876 wurde er vom Großherzog zum Mitglied der ersten Kammer der Landstände auf Lebenszeit ernannt. In den Ständen vertrat er konservative Positionen.

## Ehrungen
- 1864: Orden Philipps des Großmütigen, Ritterkreuz 1. Klasse
- 1873: Königlicher Kronen-Orden (Preußen), 2. Klasse
- 1877: Orden Philipps des Großmütigen, Komturkreuz 2. Klasse